# Rudolf Stahl (Industrieller)
 Es gibt nur vier Einzelbelege für diesen langen, interessanten Artikel. Auch etliche wörtliche Zitate sind ganz unbelegt.

Carl Rudolf Stahl (* 20. April 1884 in Barmen; † 14. Mai 1946 im Speziallager Nr. 2 Buchenwald) war ein deutscher Jurist und Großindustrieller. Stahl war zunächst im Maschinenbau (bis 1929), dann in der kartellierten Rohstoffindustrie (Kupfer, Braunkohle, Steinkohle, Kali) tätig. U. a. aus geschäftlichen Interessen trat er im Mai 1933 der NSDAP bei. Von 1930 bis 1945 war Stahl an der Führung des jeweiligen deutschen Reichs-Industrieverbands (RDI, RGI) beteiligt. Stahl engagierte sich ab 1940 bei der Ausbeutung mineralischer Rohstoffe im deutsch besetzten Europa. 1943 stellte er sich gegen eine Fortsetzung des als aussichtslos erkannten Zweiten Weltkriegs.

## Ausbildung, Kriegsdienst und Industriekarriere
Als Sohn von Carl Theodor Stahl und Hilda Preuß studierte er das Fach der Rechtswissenschaften in Bonn. 1902 trat er in Bonn der Burschenschaft Alemannia Bonn bei. Danach nahm er ab 1911 als Assessor eine Tätigkeit bei den Stadtverwaltungen von Köln und Krefeld auf. In den Kriegsjahren von 1914 bis 1919 kam er in den Stadtrat von Herne und bekleidete dort auch den Posten eines Bürgermeisters. Als Offizier musste er am Kriegsdienst im Ersten Weltkrieg teilnehmen.
Sein Onkel Wolfgang Reuter war zu dieser Zeit als Generaldirektor bei der Deutschen Maschinenbau-Aktiengesellschaft (Demag) tätig. Nach dem Krieg ging Stahl zur Demag in Duisburg und gehörte ab 1923 bis 1929 dem Vorstand an. Als der bisherige Generaldirektor der Mansfeld AG für Bergbau und Hüttenbetrieb Max Heinhold am 7. November 1929 kündigte, meldeten die Leipziger Neuesten Nachrichten schon am 11. November, dass Namen der westfälischen Montanindustrie als Nachfolger bekannt seien.

## Generaldirektor bei der Mansfeld AG
Ernst Schoen von Wildenegg, Vorstandsmitglied der Allgemeinen Deutschen Creditanstalt (ADCA), führte im November 1929 mit dem Industriellen Otto Wolff und Stahl in Köln die Verhandlungen über eine Berufung von Stahl zum Generaldirektor bei der Mansfeld AG mit Sitz in Eisleben. Der abgetretene Heinhold hatte eine Jahresvergütung von 50 000 Reichsmark (RM) zuzüglich einer Aufwandsentschädigung von 10 000 RM erhalten. Stahl forderte dagegen ein Jahresgehalt von 180.000 bis 220.000 RM und einen fünfjährigen Vertrag mit Fortschreibung bei nicht erfolgter Vertragskündigung. Weiterhin wollte er die Umzugskosten erstattet haben wie auch die Aufenthaltsspesen für die Dauer des getrennten Haushalts der Familie. Auch einen Personenkraftwagen mit Nutzung für private Zwecke und einen Jahresurlaub von sechs Wochen Dauer verlangte er. Die bisher bekleideten Posten als Aufsichtsrat wollte er möglichst behalten und die von Heinhold übernehmen, soweit sie die Mansfeld AG betrafen.
Schließlich bezog er in Halle in der Zeppelinstraße 37 eine neue Villa, die die Mansfeld AG ihm für 210 000 RM errichtete. Der Leipziger Oberbürgermeister Carl Friedrich Goerdeler erhob dagegen als Mitglied im Aufsichtsrat Einspruch, aber Schoen wies ihn darauf hin, dass Stahl woanders eben solch ein Angebot als eine allererste Persönlichkeit erhalten könnte. In der Handelskammer Halle wurde er am 28. August 1930 als Mitglied aufgenommen. Beim Reichsverband der Deutschen Industrie (RDI) wurde er zum Beisitzer im Kartellgericht berufen. Am 26. Januar 1930 wählte man Stahl als Mitglied in den Vorstand des RDI. Dem Deutschen Industrie-Club Düsseldorf gehörte er schon vor Mai 1932 an.

## Weltwirtschaftskrise und Mansfelder Streik
Die aufkommende Weltwirtschaftskrise nach 1929 führte bei der Mansfeld AG nicht nur zu fallenden Kupferpreisen, auch der Absatz begann zu sinken. So zeigten Berg und Friedensburg, dass die Preise von einer Tonne Kupfer von 1926 bis 1930 folgende Entwicklung nahmen:
- 1926: 1278 RM
- 1927: 1227 RM
- 1928: 1356 RM
- 1929: 1605 RM
- 1930: 1195 RM

Am 15. April 1930 reduzierte das internationale Kupferkartell die Preise für Kupfer um 22 Prozent. Stahl nahm daher schon am 19. April Verhandlungen mit den Vertretern der Gewerkschaften der Beschäftigten auf und stellte fünf Forderungen
- die Löhne der Berschäftigenten sollten um 15 Prozent reduziert werden.
- bei Wettelrode sollten die Arbeiten im Röhrigschacht eingestellt werden, wobei die zugehörigen 110 Betriebsangehörigen entlassen werden sollten
- sowohl beim Paul-Schacht wie bei anderen Schächten sollten die Arbeiten eingestellt sowie die zugehörigen 800 Beschäftigten entlassen werden
- so wie sich die Vorräte des gewonnenen Kupfers entwickelten, so sollten Beschäftigte der Hütten entlassen werden

Nach Ankündigung dieser Maßnahmen streikten die Arbeiter vom 2. Juni bis zum 25. Juli 1930. Nach wechselvollen Auseinandersetzungen mit der Belegschaft kam es schließlich am 15. Juli 1930 zu einer schriftlichen Protokollvereinbarung mit dem Reichsarbeitsministerium, den Gewerkschaftsvertretern und den Vertretern der Mansfeld AG, dass die Tariflöhne um 9,5 Prozent gesenkt und ein Antrag an die Reichsregierung und die Staatsregierung von Preußen auf die Gewährung von Subventionen für den Kupferbergbau gestellt werden sollte. Faktisch aber entsprach diese Regelung einer Senkung um 12 Prozent bei den übertariflichen Löhnen.
Infolge der ausbleibenden Produktion sah sich die Reichsregierung und die Regierung von Preußen veranlasst, jeweils die Hälfte der Summe von 450.000 bis 500.000 RM im Monat bis zum Ende des Jahres 1930 an die Mansfeld AG zu zahlen. Stahl konnte diese Unterstützung nicht als hinreichend für das Jahr 1931 und danach zur Aufrechterhaltung der Kupferproduktion ansehen.

## Einsatz um Subventionszahlungen
Am 29. September 1930 informierte er Kurt Wenkel, der mit seinem Pressebüro sowohl für den Otto-Wolff-Konzern wie die Mansfeld AG die Öffentlichkeitsarbeit organisierte. Er habe inzwischen mit Werner Kehl von der Deutschen Bank Kontakt aufgenommen, der enge Beziehungen zum Reichsminister Adam Stegerwald und zum Reichskanzler Heinrich Brüning pflegte. Weiterhin wies er auf den Kontakt zum Reichstagsabgeordneten Carl Cremer der Deutschen Volkspartei hin, den die Mansfeld AG im Wahlkampf unterstützt habe. Sowohl Stahl als auch Wenkel wandten sich an den Regierungspräsidenten in Merseburg, Ernst von Harnack. Am 20. und 21. Oktober fand ein Treffen mit den Ministerialdirektoren Friedrich Ernst und Johannes Heintze (Reichswirtschaftsministerium) (RWM) in Eisleben statt. Heintze sagte Stahl zu, mit dem Staatssekretär Hans Schäffer über notwendige Subventionen zu reden, da dieser einer finanziellen Unterstützung ablehnend gegenüberstand.
Stahl wandte sich auch Anfang Oktober 1930 an den Chef des Heereswaffenamtes, Generalleutnant Alfred von Vollard-Bockelberg, wobei er auf die Bedeutung des Betriebes für die Rüstung hinwies, wie sich schon im Ersten Weltkrieg gezeigt habe. Schon am 18. Oktober 1930 erhielt Stahl die Antwort von ihm, dass der Minister sich für eine Unterstützung des Betriebes aussprechen werde, falls die Mittel bereitstehen würden. Auch ein Schreiben vom 4. Oktober an den Geheimrat Ludwig Kastl, Mitglied im Präsidium vom Reichsverband der Deutschen Industrie, fand eine positive Antwort für Subventionen der Mansfeld AG. Nach zahlreichen weiteren Aktionen hatte Stahl erreicht, dass ab dem 1. Januar 1931 für die Jahre 1931 und 1932 Zuschüsse zu den Investitionen in Höhe von 1,4 Millionen RM pro Jahr und Fracht- und Steuernachlässe bis zu 5,64 Millionen RM pro Jahr aus dem Haushalt der Reichsregierung und von Preußen gezahlt würden.

## Kontakte zur NSDAP
Am 1. November 1932 nahm Stahl den direkten Kontakt zu den Nationalsozialisten auf, als er den Kreisleiter der NSDAP in Mansfeld, Ludolf-Hermann von Alvensleben auf die zukünftige Entwicklung des Bergbaus der Mansfeld AG ansprach. Der empfahl Stahl, ein Gespräch mit Walther Funk zu suchen, das am 13. Januar 1933 in Köln stattfand. Zum 1. Mai 1933 trat Stahl in die NSDAP ein. Schon einen Monat später teilte Max von der Porten am 10. April 1933 in einem Schreiben mit, dass er das Amt des Vorsitzenden des Gesamtausschusses der Metallwirtschaft abgeben werde, worauf Stahl diesen Posten übernahm. Stahl wurde damit für die Führung der deutschen Metallwirtschaft in eine bedeutende Stellung gebracht. In Halle gehörte er seit Februar 1933 dem Führerkreis der Industrie- und Handelskammer an.
Dementsprechend wandte sich Richard Merton, der Vorsitzende des Aufsichtsrats der Metallgesellschaft, am 12. April 1934 in einem Schreiben an Stahl, in dem er die Hoffnung ausdrückte, dass Stahl bald der „endgültige Führer der deutschen Metallwirtschaft“ sein würde. Ein gewichtiger Schritt in diese Richtung bedeutete für ihn die Mitgliedschaft vom 23. Juni 1933 im Aufsichtsrat der staatlichen Preußischen Hütten- und Bergwerksgesellschaft AG (PHBAG).
Im Oktober 1933 hielt er eine Ansprache bei der Weihefeier der Gauführerschule auf Schloss Seeburg.

## Expansion der Salzdetfurther Kaliwerke
Im Jahre 1933 gehörte Stahl einem Konsortium an, das Vorzugsaktien an der Mansfeld AG hielt, wobei weitere Beteiligte die Stadt Leipzig und Otto Wolff waren. Die Vorzugsaktien wurden bald darauf in Stammaktien umgewandelt. Am 15. Februar 1935 wandte sich Dr. Karl Kimmich an Eduard Mosler, beide Mitglieder im Vorstand der Deutschen Bank, um mit Stahl wichtige Punkte bezüglich der Vereinigten Kaliwerke Salzdetfurth (VKS) zu besprechen. Die Absicht der Deutschen Bank bestand darin, eine gemeinsame Gesellschaftsführung für die Mansfeld AG mit der Salzdetfurth AG zu finden. In diese Gespräche wurde auch der Aufsichtsratsvorsitzende der VKS und spätere Leiter der Fachgruppe Kalibergbau in der Wirtschaftsgruppe Bergbau Heinrich Zirkler mit einbezogen.
Am 20. Juli 1933 brachte der Berliner Börsen-Courier in seiner Abendausgabe von der Generalversammlung der Mansfeld AG vom gleichen Tag Auszüge aus der Rede von Stahl, wobei er sich auf den NS-Machtwechsel bezog und auf „das feste Vertrauen zu der nationalen Regierung und ihrem Führer“ baute:
„Das Jahr 1933 hat eine politische und geistige Umwälzung von elementarem, kaum faßbarem Ausmaß gebracht. Niemand kann sich ihr entziehen, am wenigsten die Wirtschaft, deren vornehmste Aufgabe es ist, für alle deutschen Volksangehörigen Arbeit und Brot zu schaffen, damit der neue politische Geist leben und wirken kann…“
Damit lag Stahl genau in der damaligen Kampagne der NSDAP, ein Arbeitsbeschaffungsprogramm aufzustellen, wobei die Betriebe auch ihren Anteil erbringen sollten.
Am 15. Mai 1935 erfolgte die Ernennung von Stahl zum Geschäftsführer der Salzdetfurth-Konzern GmbH als zukünftige Dachgesellschaft der VKS. Als weiteren Schritt des Zusammenschlusses verkaufte die Stadt Leipzig und die Firma Otto Wolff ihre Aktienanteile der Mansfeld AG an die Salzdetfurth-Konzern GmbH, wobei Stahl bei dieser GmbH auch als Geschäftsführer tätig war. Bis Mai 1940 erwarb die Salzdetfurth-Konzern GmbH 98 Prozent der Aktien der Mansfeld AG. Stahl hatte sich am 23. Oktober 1935 an das RWM gewandt, ob nach diesem Zusammenschluss die Subventionen der Reichsregierung weiterhin gezahlt würden, was ihm schon am 28. Oktober schriftlich zugesichert wurde. Im Jahre 1936 wurde Stahl in den Aufsichtsrat der Deutschen Bank berufen, und in dieser Position blieb er bis 1945.

## Arisierung der Petschek-Gruppe
Im Zuge der Arisierung der Ignaz-Petschek-Gruppe und der Julius-Petschek-Gruppe stellte sich heraus, dass die Eigentümer die Aktien der Anhaltischen Kohlenwerke (AKW) und der Werschen-Weißenfelser Braunkohlen AG auf den US-amerikanischen Konzern United Continental Corporation übertragen hatten. Damit Friedrich Flick diese Werte übernehmen konnte, mussten hinreichend Devisen bereitgestellt werden. Hier konnte als Interessent Stahl aushelfen, in dem der Salzdetfurth-Konzern zwei Millionen US-Dollar bereitstellte.
Anfang 1939 kam es Verhandlungen über einem Tausch von Steinkohlenfeldern und Braunkohlenfeldern mit ihren Grubeneinrichtungen zwischen der Mansfeld AG und der Reichswerke AG, der ab dem 1. Januar 1940 vollzogen wurde. In den Verhandlungen trat Friedrich Flick als Vermittler auf, der mit Stahl in einem freundschaftlichen Verhältnis stand, wie Paul Pleiger in einem Brief an Flick vom 23. August 1939 hinwies. Dabei trennte sich der Mansfelder Konzern von der Steinkohlengewerkschaft Sachsen, bestehend aus den Gewerkschaften Sachsen IIIa und IV und übergab sie an die Reichswerke AG. Die Mansfeld AG erhielt von der Reichswerke AG im Tausch die Braunkohlenvorkommen der Werke bei Borna und die Werke Bleichert (Bleichertsche Braunkohlenwerke AG), Kraft I, II und III im Gebiet der Niederlausitz. Mit diesen neuen Braunkohlenvorkommen wurde die bisherige Salzdetfurth-Konzern GmbH zu einem der bedeutendsten Energielieferanten im Deutschen Reich auf der Basis von Braunkohle. Stahl fasste nun diese Vorkommen zusammen und gründete 1939 die Braunkohlenwerke Salzdetfurth AG. Nachdem die finanzielle Übernahme der Werke der Julius-Petschek-Gruppe abgeschlossen waren, schrieb Stahl am 17. Juni 1938 an Flick die Erwartung für den Fall, daß der Komplex Ignaz Petschek ebenfalls durch ihre Hand geht, dass Flick Stahl eine Gelegenheit zu einer weiteren Mitwirkung geben würde.
Die Folgeregelungen, die auch noch nicht erschlossene Braunkohlenfelder betraf, waren kompliziert und zogen sich noch bis Anfang 1945 hin, wie sich aus den schriftlichen Unterlagen ergab.

### Verärgerung von Friedrich Flick
Für Flick brachten diese Verhandlungen aber auch eine Verärgerung mit sich. Denn mit Beteiligung oder Duldung von Stahl schloss die Salzdetfurth AG am 15. November 1940 mit den Reichswerken AG einen Separatvertrag ohne Flicks Beteiligung ab, in denen der Salzdetfurth AG ein Vorkaufsrecht für die Phönix AG für Braunkohlenverwertung (Berlin) und die Braunkohlenwerke Leonhardt AG (Zipsendorf) von der Reichswerke AG zugesichert wurde, in Verbindung mit dem Tausch der Braunkohlenwerke Borna AG (Borna) und Bleichert mit der Grube Sachsen. Flick hatte nämlich genau diesen Handel mit Stahl abschließen wollen, war aber an Stahl gescheitert. Der Verlauf dieser Tauschaktionen zeigte, dass die Stellung Stahls in der deutschen Bergbauindustrie immer mehr an Bedeutung gewann. Als gegen Kriegsende immer noch Einzelheiten dieser Arisierung der Petschek-Werke verhandelt wurden, wollte Stahl nicht mehr darin verwickelt werden. Er sei doch dazu gedrängt worden und habe selber das nicht gewollt. Am 23. März 1945 schrieb er den bedeutungsvollen Text an Flick in Vorahnung auf die Nachkriegszeit: Aber diese Dinge haben ja nur noch historisches Interesse und wer weiß, zu wessen Gunsten sie schließlich ausschlagen werden.

## Verbindungen mit Wilhelm Zangen
Stahl wurde im Juli 1939 Mitglied im Beirat der Deutschen Reichsbank. Diesem Beirat gehörten ebenfalls an: Wilhelm Zangen (Vorstandsvorsitzender der Mannesmannröhren-Werke AG), Heinrich Wisselmann (Generaldirektor der PBHAG), Eduard Mosler (Aufsichtsratsvorsitzender der Deutschen Bank), Karl Kimmich (Mitglied im Vorstand der Deutschen Bank) und Ernst Schoen von Wildenegg (Vorstandsmitglied der ADCA und Aufsichtsratsvorsitzender der Mansfeld AG). Stahl kannte Zangen noch von der Demag, als Zangen dort Direktor war. In den folgenden Jahren nach Stahls Ausscheiden hatte sich ihre Wege immer wieder gekreuzt. Als 1936 Zangen zum Vizepräsidenten der Reichswirtschaftskammer berufen wurde, überreichte ihm Stahl eine Schrift, in der die Erwartungen bezüglich des Salzdetfurth-Konzerns an Zangen gerichtet waren. Als dann 1938 Zangen Vorsitzender der Reichsgruppe Industrie (RGI) wurde, folgte ihm Stahl als sein Stellvertreter in der RGI mit der Ernennung zum 12. September 1939. Diese enge Verbindung zwischen Zangen und Stahl erwähnte der Völkische Beobachter im Jahre 1944 (zitiert in der Mai/Juni Nummer 1944 Unsere Werkszeitschrift Mansfelder Kupfer- und Messingwerke, S. 1):
„In vertrauensvoller harmonischer Zusammenarbeit mit Wilhelm Zangen hat er richtungsweisenden Anteil an der Gestaltung der zahlreichen Kriegsaufgaben, insbesondere auf den Gebieten des betriebswirtschaftlichen Fortschritts, der Marktordnung, der Gemeinschaftshilfe und des Steuerrechts genommen“.

## Kriegswirtschaft und Rüstung
Im Mai 1940 wurde Stahl Vorsitzender der Untergruppe für Infanterie-Spezial-Munition für die Firma Theodor Bergmann & Co. in Berlin, Kleiststr. 21, ernannt. Diese Ernennung gab der Leiter des Munitionsbeirats der Reichsgruppe Industrie in einem Rundschreiben vom 25. Mai 1940 bekannt. Dieser Sonderausschuss stand auch Firmen vor, die für Flugzeuge die Flug- und Bordmunition anfertigten.

### Angliederung von belgischen Werken
Mit dem Ausbruch des Zweiten Weltkriegs befasste sich Stahl auch mit der Eingliederung von Werken der eroberten Länder in die Salzdetfurth AG. So schrieb er am 18. September 1940 eine Notiz, in der er über eine Unterredung mit Ernst Schoen von Wildenegg festhielt, dass es beabsichtigt sei, die mehrheitlich in belgischem Besitz befindlichen Deutschen Solvay-Werke (DSW), die elsässischen Kaliwerke und die Mines de Bor der Salzdetfurth AG anzuschließen.
Im Oktober 1940 erfuhr Stahl, dass die Otavi Minen-Gesellschaft und die Metallgesellschaft sowie die Preussag sich an den Mines de Bor beteiligen wollten. Stahl konterte gegen die Metallgesellschaft in einem Schreiben an das RWM vom 6. Oktober 1940, dass die Metallgesellschaft bereits bei der Kupferraffinerie Hoboken die Treuhänderschaft wahrnehmen würde. Im gleichen Monat tagte der Kupferkreis, wo der Leiter der Wirtschaftsgruppe Metallindustrie, Otto Fitzer von der Bergwerksgesellschaft Georg von Giesches Erben, darauf hinwies, dass die Mansfeld AG bei Mines de Bor den vorberechtigten Zugriff erhalten müsse. Die Metallgesellschaft habe ja mit der Raffinerie Hoboken schon ein Anrecht auf die Verteilung der belgischen Kupferminen in Katanga.

### Anspruch auf Kaliwerke im Elsass
Am 22. Oktober 1940 schrieb Stahl an den Staatssekretär Friedrich Landfried im RWM und meldete ausdrücklich nochmals die Ansprüche der Salzdetfurth AG für die Mines de Bor, die Solvay-Werke in Belgien und die Kaliwerke im Elsass an. Er äußerte darin die Besorgnis, dass die Verabredungen innerhalb der Reichsgruppe Industrie und der Wirtschaftsgruppe Metallindustrie bezüglich der Übernahme von Firmen in den eroberten Ländern im zukünftigen großdeutschen Raum nicht eingehalten würden. Er bat deshalb darum, dass sowohl der Aufsichtsratsvorsitzende der Kupfergesellschaft AG in Mansfeld, Geheimrat Curt Pasel, bezüglich der Mines de Bor und Ministerialdirigent Dr. Botho Mulert bezüglich der DSW beim RWM vorsprechen könnten. Stahl selber kündigte noch für Oktober 1940 die Absicht an, dem Ministerialdirigenten Oskar Gabel das Anliegen bezüglich der Kaliwerke näher zu erläutern.

### Kampf um Kupfergruben in Jugoslawien
Bis zum 23. November 1940 fiel die Entscheidung, dass die Mansfeld AG die Vorrechte für die Mines de Bor erhielt. Damit Kupfererze von den Gruben der Mines de Bor an die Norddeutsche Affinerie von der Mansfeld AG geliefert werden konnten, bot diese einen Aktienanteil im Wert von 300.000 RM und die Mitgliedschaft im Aufsichtsrat der Affinerie an. Am 16. Oktober 1940 teilte Stahl der Metallgesellschaft mit, aufgrund vorheriger Absprachen bestehe er auf der Übernahme des englischen Anteils von 22 Prozent an der Norddeutschen Affinerie.
Am 4. Februar 1941 wurde ein Vertrag zwischen dem deutschen Konsortium Bor, der Compagnie Francaise de Mines de Bor, dem Bankhaus Mirabaud & Cie und der Preußischen Staatsbank abgeschlossen, in dem festgelegt wurde, dass die größten Kupfervorkommen in Europa und die französische Tochterfirma von Mines de Bor in Jugoslawien im Wert von 66 Millionen Reichsmark zu je einem Drittel von der Jugo-Montan, der Preußischen Hütten- und Bergwerks AG und der Mansfeld AG übernommen werden sollte, wie Walter Klingspor am 19. Februar 1941 Stahl informierte. Zu dem Vertrag gab es noch einen Durchführungsvertrag, der im Artikel X vorsah, dass dem Verkäufer der Aktien von Mines de Bor den Erwerb von Aktien französischer Juden ermöglicht würde. Die Kaufsumme in Höhe von 1,26 Milliarden Francs wurden von der Preußischen Staatsbank an die Bank Mirabaud überwiesen. In einer Notiz vom 14. März 1941 wurde die Herkunft des Geldes offengelegt:
Da die von der Reichskreditkasse in Paris vorgelegten französischen Francs aus Kontributionsgeldern stammen (streng geheim), dürfte es möglich sein…, für die endgültigen Erwerber der Bor-Aktien in Deutschland einen wesentlich billigeren Preis herauszuhandeln, der unter privatwirtschaftlichen Gesichtspunkten auszuhandeln wäre.
Am 3. April 1941, drei Tage vor dem Überfall der Wehrmacht auf Jugoslawien, hatte Stahl Staatssekretär Friedrich Landfried mitgeteilt, dass er mit dem Reichsbeauftragten für Metalle, SS-Oberführer Paul Zimmermann, und dem NSFK-Obergruppenführer Franz Neuhausen besprochen hatte, dass Sachverständige der Mansfeld AG sofort bereitständen, die Betriebsleitung der Minen von Bor in Jugoslawien zu übernehmen.

### Förderung der Kriegsproduktion
Gegen Ende 1941 und Anfang 1942 kam es zu Bestrebungen in der Reichsregierung, die Zivilproduktion zu Gunsten der Kriegsproduktion weiter einzuschränken. In diesem Zusammenhang sollten auch die sogenannten Friedensplanungen nach einem Kriegsende eingeschränkt werden. Dieses sah ein Erlass vom 25. Januar 1942 vor. Funk kündigte aber an, dass je nach Kriegslage solche Planungen wieder aufgenommen werden konnten. Stahl aber beobachtete, dass in staatlichen Einrichtungen solche Planungen fortgesetzt wurden.
Am 27. März 1942 schrieb Stahl an den Präsidenten der Reichswirtschaftskammer, Albert Pietzsch, dass die Industrie aus den Ausschüssen der Akademie für Deutsches Recht ihre Vertreter zurückgezogen habe, aber unter diesen Bedingungen befürchtete er, dass die Planungen ohne die Vertreter der Reichsgruppe Industrie (RGI) weiter laufen würden. Er wies auch darauf hin, dass Heinrich Himmler als Reichskommissar für die Festigung des deutschen Volkstums weiterhin die Planungsarbeiten bei der RGI weiter fortsetzen ließ, um Unterlagen für die geplante Demobilmachung und Besiedlung der eingegliederten Ostgebiete rechtzeitig zur Verfügung zu haben.

## Einsatz um Vorzüge der Konzernbesteuerung
Mit der Ausweitung der Konzerngesellschaften wollte Stahl gegenüber dem Reichsfinanzministerium (RFM) im Jahre 1942 eine neue Versteuerung der Konzerngewinne erreichen. Am 27. März 1942 schrieb er an den Reichsfinanzminister Ludwig Schwerin von Krogsik, dass eine steuerliche Anpassung an die undurchsichtigen Konzerngebilde notwendig sei, um angepasste klare und durchsichtige Konstruktionen steuerlich zu begünstigen. Dabei hatte er die Vorstellung, dass eine Besteuerung nach dem Prinzip der Organschaft derart erfolgen sollte, wobei die Konzerngesellschaft wie ein Einheitsunternehmen betrachtet werden sollte.
Nach seiner Auffassung sollte die Besteuerung erst nach der Aufrechnung der Verluste gegen die Gewinne der Einzelgesellschaften in der Konzerngesellschaft insgesamt erfolgen. In der Mitteilung des zuständigen Referats im RFM vom 31. Dezember 1942 wurden die Vorschläge Stahls aber abgelehnt. Allerdings konnte er mit Zustimmung des RFM vom 19. Januar 1943 eine sogenannte Einzelbegünstigung erreichen.

## Weitere Auseinandersetzung um Kaligruben im Elsass
Am 26. Januar 1943 kam es zu einer Besprechung von Vertretern der deutschen Kali-Industrie mit dem Reichswirtschaftsminister Walther Funk über die Frage, wie die Eigentümerschaft der eroberten Kali-Werke im Elsass geregelt werden sollte. Neben Stahl nahmen an dieser Sitzung der Staatssekretär Friedrich Landfried, Heinrich Wisselmann (Generaldirektor bei der Preussag AG), Erich Neumann (Generaldirektor im Kalisyndikat), Ministerialrat Otto Klewitz im RWM, August Rostberg (Generaldirektor der Wintershall AG) und Heinrich Schmidt von der Wintershall AG teil. Dabei kam es zu Auseinandersetzungen zwischen den anwesenden Vertretern der Kali-Werke. Auch der Vorschlag von Stahl, die drei Werke sollten unter sich die Anteile aushandeln, fand keine allgemeine Zustimmung. Funk entschied am Ende der Besprechung, dass die Frage der Eigentumsanteile der elsässischen Kali-Gruben später entschieden werden sollte.

## Kontakte zum Widerstand
Als Anfang 1943 in der Schlacht von Stalingrad die deutsche 6. Armee mit über 200.000 Mann unterging, wurde es vielen Leuten deutlich, dass der Krieg nicht mehr zu gewinnen sei. Noch klarer wurde es dann in der Kursker Schlacht im Sommer 1943, als der letzte große Vorstoß der Wehrmacht nicht mehr zu einer Rückgewinnung der Initiative an der Ostfront führte.
General Georg Thomas und Carl Friedrich Goerdeler verfassten daraufhin eine Denkschrift Warnruf der deutschen Wirtschaft. Darin wurde festgestellt, dass es aussichtslos sei, wegen der Schwierigkeiten in der Wirtschaft den Krieg fortzusetzen. Thomas versuchte es zweimal, den Generalstabschef des Heeres Franz Halder für diese Denkschrift zu gewinnen, aber er lehnte es ab, weil diese Verbrecher-Clique nicht in ihrem Wahnsinn zu steuern sei. Stahl war der einzige bedeutende Industrielle, der die Denkschrift unterzeichnete, während andere es ablehnten oder ihre Absicht revidierten. Nur noch Goerdeler, ein Bankier und zwei Landwirte wagten noch eine Unterschrift.

### Fördergemeinschaft der deutschen Industrie
Die Fördergemeinschaft der deutschen Industrie wurde am 18. November 1942 gegründet durch einen Vorschlag des Siemenskonzerns, um von der deutschen Wirtschaft Gefahren im Falle eines Niedergangs abzuwenden. Der Gemeinschaft stand als Präsident Hermann von Siemens vor. Als am 20. Mai 1943 in Berlin das Kuratorium der Gemeinschaft tagte, beantragte Stahl die Förderung mehrerer Projekte und die Einrichtung eines dann von Ludwig Erhard geleiteten Instituts für Industrieforschung, welches von der RGI organisatorisch gestützt werden sollte. Stahl begründete diese Institutseinrichtung mit in der Zukunft anstehenden wirtschaftlichen Fragen und der Möglichkeit, auf die wirtschaftliche Entwicklung einen Einfluss und eine Mitwirkung auszuüben.
Das Institut wurde zunächst in Nürnberg angesiedelt, um später nach Bayreuth umzuziehen. Für die nächsten drei Jahre wurde ein Jahreszuschuss von 150.000 RM bewilligt. Schon für die Jahre 1944/1945 wurde der Betrag pro Jahr auf 180.000 RM in einer Sitzung des Kuratoriums vom 25. Oktober 1944 erhöht.

### Arbeitskreis für Außenwirtschaftsfragen
Infolge der Initiative des Leiters der Abteilung Außenwirtschaft der RGI, Karl Albrecht, wurde am 23. März 1944 der Arbeitskreis für Außenwirtschaftsfragen im Saal der Deutschen Industriebank gegründet. Erster Präsident wurde Hans Croon, Geschäftsführer war Friedrich von Poll. Dem Arbeitskreis gehörten als ständige Mitglieder Max Ilgner, Philipp Alois von Schoeller, Hans Boden und Karl Blessing an. Stahl vertrat den Bereich Kali im Unterausschuss zur Begutachtung der weltwirtschaftlichen Entwicklung bei wichtigen Gütergruppen, der Ende September 1944 eingerichtet wurde.

### Hauptausschuss für Munition im Ministerium Speer
Im Juni 1944 wurde Stahl zum Vorsitzenden des Hauptausschusses Munition im Reichsministerium für Bewaffnung und Munition ernannt, der bisher von Edmund Geilenberg geleitet wurde. Weil er sich von Albert Speer nicht beachtet fühlte, wandte sich Stahl an Speer in einem Schreiben vom 13. Juli 1944 wie folgt:
Entweder bin ich ihr Mann – dann müssen Sie mir dieses zumindest einmal am Start sagen – oder aber ich bin es nicht, dann sollten Sie keine Kompromisse machen…jedenfalls bin ich nicht gewohnt, ignoriert zu werden.
Der Grund für diese Beschwerde lag darin, dass er nicht einmal ein Bestellungsschreiben für diese neue Position erhalten hatte. Speer teilte ihm am 17. Juli 1944 schriftlich mit, dass er sich dafür entschuldigen möchte. Als am 11. August 1944 in Bernau bei Berlin Geilenberg verabschiedet wurde, dankte er Stahl ausdrücklich während der Sitzung des Hauptausschusses Munition. Schon im Zeitraum vor Mai/Juni 1944 hatte der Völkische Beobachter Stahls bedeutende Rolle für die Kriegswirtschaft in einem Artikel herausgehoben:
Stahls Initiative ist es zu danken, daß durch ein heute noch gültiges Abkommen mit dem Reich der einzige in Deutschland bedeutende Kupferbergbau fortgeführt und für die deutsche Kriegswirtschaft erhalten wurde (zitiert in: Unsere Werkszeitschrift, Mansfelder Kupfer- und Messingwerke, Jg. 7, 3. Folge, Mai/Juni 1944, S. 1)

### Chrom-Gruben in Albanien
Stahl vertrat am 27. Juni 1944 in einem Schreiben an den Beauftragten für den Metallerzbergbau in Albanien, Kriegsverwaltungsrat Krone, der dort hauptsächlich den Chromerzbergbau für das Deutsche Reich organisieren sollte, eine erheblich konsequentere Bindung der Länder auf dem Balkan an die deutsche Kriegswirtschaft:
Schade nur, daß man bei den Albanern und den sonstigen frei um sich schlagenden Bundesbrüdern auf dem Balkan stets auf feierliche Staatsverhandlungen angewiesen ist, statt einfach zu befehlen.
Es sei kein guter Rat zu Anfang des Krieges gewesen, allerlei kleine Staaten dort unten mit Schein-Souveränität auszustatten und solche Institutionen wie Protektorat und Generalgouvernement zu schaffen. Diese Einrichtungen würden unter dem Gesichtspunkt der aktuellen Entwicklung nur dazu führen, dass die Opposition und der Widerstandsgeist auf dem Balkan neue Nahrung erhalten würde.

## Stahl-Kreis in der RGI
Stahl ergriff am 1. August 1944 mit einem Schreiben die Initiative, Nachkriegsplanungen im Rahmen der RGI aufzunehmen. Er wandte sich an neun maßgebliche Mitglieder im Beirat der RGI und des Kuratoriums der Fördergemeinschaft der deutschen Industrie. Darin teilte er mit, dass der Leiter des Instituts für Industrieforschung Ludwig Erhard eine Denkschrift mit dem Titel Kriegsfinanzierung und Schuldenkonsolidierung im Auftrag der RGI erstellt habe, die in einem kleinen Kreis beraten werden sollte. Zugesandt wurde die Schrift an Hermann Schmitz (I.G. Farben), Fritz Jessen (Siemens), Friedrich Flick, Philipp F. Reemtsma, Heinrich Dinkelbach (Vereinigte Stahlwerke), Karl Goetz (Dresdner Bank), Oswald Rösler (Deutsche Bank) und Alfred Olscher (Reichs-Kredit-Gesellschaft AG). Stahl lud die angeschriebenen Personen Ende August/Anfang September 1944 zu einem Treffen ein. Über diese Sitzung sind keine schriftlichen Unterlagen bisher bekannt.
Die Leitung des kleinen Kreises übernahm Stahl. Die Koordinierung der Arbeitspunkte des Kreises lag bei Ludwig Erhard und Karl Albrecht. Von der RGI wurden hinzugezogen:
- Paul Binder, Leiter der Abteilung für Fragen der Steuer, der Kredite und Finanzierung
- Max Metzner, Leiter der Abteilung für Marktordnung und Betriebswirtschaft
- Bernhard Skrodzki, Leiter der Abteilung für Wirtschafts- und Verkehrswesen
- Günter Keiser, Leiter der statistischen Abteilung der Wirtschaftsgruppe Privates Bankgewerbe/Bankinstitut
- Ferdinand Grünig, Leiter der Abteilung für Zentrale Wirtschaftsbeobachtung bei der Reichswirtschaftskammer

### Kontakte zu Otto Ohlendorf
Am 14. November 1944 wandte sich Stahl in einem Schreiben an den SS-Obergruppenführer Otto Ohlendorf und Ministerialdirektor im RMW und sandte ihm die Studie Erhards als Exposé mit. Ohlendorf hatte die Position des Stellvertreters des Staatssekretärs im RMW inne und war gleichzeitig auch Leiter vom Amt III (SD-Inland) im Reichssicherheitshauptamt. Damit wollte Stahl erreichen, dass diese Arbeiten zur Nachkriegsplanung sowohl hinsichtlich des RMW als auch zum SD politisch abgesichert werden konnten.
Am 13. Dezember 1944 sandte Stahl an Ohlendorf ein Schreiben, welches ein Programm für die Bearbeitung wirtschaftlicher Nachkriegsprobleme vom Standpunkt der Industrie enthielt. In der zugehörigen Erläuterung des Programms wies Stahl darauf hin, dass eine weitere Vertiefung in Einzelheiten notwendig sei. Das Programm müsse die Fülle der Probleme aufzeigen. Vor allem müssten die Probleme wie die Güter- als auch die Geldseite und letzten Endes auch die wirtschaftliche Zielsetzung berührt werden. Er wies allerdings darauf hin, dass diese Schrift nur eine Programm-Skizze als erster Versuch sei. Dabei fragte Stahl bei Ohlendorf an, ob er mit der Unterscheidung von Übergangsstadium und Friedenswirtschaft einverstanden sei und die Arbeitsgruppe in der RGI mit Ohlendorfs Ermächtigung weiterarbeiten könne. Dabei verwies Stahl auf Ohlendorfs Zustimmung zu der Schrift von Ludwig Erhard zur Schuldenkonsolidierung.
Im Schreiben vom Mittwoch, dem 14. November 1944, an Ohlendorf erwähnte Stahl, dass am Freitag, also am 16. November 1944, ein Treffen zwischen Ludwig Erhard und Ohlendorf erfolgen soll. In den Nachlieferungen erinnerte sich Erhard an diese Zusammenkunft im Zuge der Abstimmung des Programms mit dem RWM. In seiner Erinnerung überwogen die positiven Eindrücke von Ohlendorf: obwohl Erhard in der Weltanschauung andere Vorstellungen hatte, fand er „so viele Berührungspunkte, dass nicht nur eine Zusammenarbeit als möglich erschien, sondern eine ganze Reihe prinzipieller, wirtschaftspolitischer Grundpositionen in das mit der Abteilung Ohlendorfs abgesprochene Planungsprogramm der Reichsgruppe Industrie eingehen konnte.“

### Programm für die Nachkriegsplanungen
Das übersandte Programm wurde mit einer Vorbemerkung über die Vorarbeiten und damit verbundene Arbeitsgebiete eingeleitet. Dabei wurden in drei Punkten Nachkriegsaufgaben methodisch für die Industrie beschrieben, die die Anforderungen und Wirkungen bezüglich der allgemeinen Wirtschaftspolitik, der Finanz-, Preis-, Lohn-, Kredit- und Währungspolitik an die Industrie stellten. In neun Punkten wurden die wirtschaftspolitischen Grundsatzarbeiten und die Sachbearbeiter aufgelistet:
- die Rangordnung der Bedarfsgruppen für den öffentlichen und privaten Investitions- und Konsumbedarf. Bearbeiter: Dr. Günter Keiser und Dr. Bernhard Skrodzki
- die Voraussetzungen und Erfordernisse für eine neue Lohnordnung. Bearbeiter: Werner Mansfeld
- die Voraussetzungen und Erfordernisse einer neuen Preisordnung. Bearbeiter: Dr. Max Metzner, Heinrich Rittershausen und Paul Binder
- die Ordnung der Vertriebsformen, -wege und -kosten. Bearbeiter: Dr, Max Metzner und Dr. Ludwig Erhard
- die Gestaltung der Marktordnung. Bearbeiter: Dr. Max Metzner
- die Schuldenkonsolisierung und die Finanzpolitik. Bearbeiter: Dr. Ludwig Erhard und Dr. Günter Keiser
- die Außenwirtschaft als Ergänzungswirtschaft (des einheimischen Marktes). Bearbeiter: Dr. Karl Albrecht
- die Grundsätze der Marktordnung. Bearbeiter: Dr. Herbert Puttkammer von der Reichsstelle für Raumordnung

## Letzte Kriegsmonate
Am 14. Februar 1945 gab Stahl Richtlinien an die Vorstandsmitglieder und Werkdirektoren bekannt für den Fall einer weiteren Verschärfung der militärischen und wirtschaftlichen Lage. Für die Beschäftigung in den Betrieben für die Rüstungswirtschaft gelte der Geheimerlass vom 28. Januar 1945. Er werde jedenfalls als Stellvertreter des Leiters der RGI in Berlin bleiben. Für die Entlohnung der Beschäftigten sollte die Hauptbuch- und Finanzabteilung in Aschersleben genug Mittel bereitstellen. Sollte eine Auslagerung aus Berlin notwendig werden, so hätten sich die Direktoren in der Nähe ihrer Betriebe aufzuhalten. Zum Ende gab er noch eine ernste Warnung an die Betriebsdirektoren:
Wer sich bei Gefahr selbst ausschaltet, darf sich nicht wundern, wenn er auch später ausgeschaltet bleibt. Das deutsche Volk muß und wird weiterleben und braucht hierzu eine aktionsfähige Wirtschaft.

## Kriegsende, Nachkriegszeit und Hinrichtung
Nach der vorübergehenden Besetzung Eislebens durch die US-Armee am 13. April 1945 versuchte Stahl, obwohl auf einer amerikanischen Kriegsverbrecherliste stehend, die Mansfelder Kupfergesellschaften mit amerikanischer Unterstützung weiterzuführen und später aus der nun sowjetisch besetzten Zone entsprechend Firmengelder zur Deutschen Bank nach Hannover zu transferieren. Zunächst nur für ein Verhör abgeholt kam er am 23. August 1945 in Haft. Im Nürnberger Prozess gegen die Hauptkriegsverbrecher wurde Albert Speer am 20. Juni 1946 verhört, wobei er bekannt gab, dass er im Zeitraum Februar/März 1945 ein Attentat auf Adolf Hitler mit Giftgas ausführen wollte. Weil er Stahl persönlich vertraute, bat er diesen, ihm das Gas zu verschaffen. Zu diesem Zweck wandte sich Stahl, wie er in einer schriftlichen Aussage bestätigte, an den Oberstleutnant Soika vom Heereswaffenamt. Der Plan konnte jedoch aus technischen Gründen nicht realisiert werden.
Nach dem Verhör zum Nürnberger Prozess wurde Stahl in ein Internierungslager an einen nicht bekannten Ort verbracht. Am 9. März 1946 wurde er wegen Kriegsverbrechen durch ein Sowjetisches Militärtribunal zum Tode durch Erschießen verurteilt und am 14. Mai 1946 hingerichtet.

## Mitglied im Aufsichtsrat (AR)
- Schieß-Defries AG, Düsseldorf
- Carl Flohr AG, Berlin
- Carlshütte AG, Waldenburg-Altwasser in Schlesien
- Vorsitzender des AR der AG für Bergbau, Blei- und Zinkfabrikation zu Stolberg und Westfalen, Aachen
- Westfälisch-Anhaltische Sprengstoff AG
- Deutsche Bank

## Mitglied in Verbänden, Gesellschaften und Einrichtungen
- Ausschuss der Vereinigung der deutschen Arbeitgeberverbände
- Vertreter in der Sektion IV der Maschinenbau- und Kleineisenindustrie-Berufsgenossenschaft
- Gesamtausschuss für die Metallwirtschaft
- Zentralverband der Deutschen Metallwalzwerks-Industrie
- Metallhüttenverband
- Kaiser-Wilhelm-Gesellschaft
- Knappschaftsberufsgenossenschaft
- Zechenverband
- Gütertarifstelle
- Mitteldeutsches Braunkohlen-Syndikat
- Vorstandsrat des Deutschen Braunkohlen-Industrie-Vereins
- Vorsitzender des Vorstands: Mansfeldische Kupferschieferbergbau AG
- Repräsentant der Gewerkschaft Sachsen, Heesen bei Hamm
- Vorstand der Warentransit AG, Berlin
- Verwaltungsrat der Rybnitzer Maschinenbau GmbH, Rybnitz
- Leiter der Reichsgruppe Industrie in der Reichswirtschaftskammer
- Präsidium der Reichsvereinigung Kohle (RVK)